# Publius Nonius Asprenas Caesius Cassianus
Publius Nonius Asprenas Caesius Cassianus est un sénateur et un homme politique de l'Empire romain.

## Biographie
Il n'est connu que par des inscriptions. Il est probablement le fils de Publius Nonius Asprenas Calpurnius Serranus, consul en 38. Il est consul suffect sous Vespasien en 72 ou 73.
Une inscription de Cilicie le désigne comme legatus pro praetore provinciae Ciliciae, Werner Eck date son poste de légat, ou gouverneur, de la nouvelle province impériale de Cilicie, des années 72/73 à 74. Puisque cette date fait de lui le prédécesseur de Lucius Octavius Memor, qui est attesté comme gouverneur en l'an 77, Ronald Syme observe que Cassianus est « le premier gouverneur de la nouvelle province créée par Vespasien en 72 ».
Cassianus est ensuite attesté comme proconsul d'Asie, le plus prestigieux gouvernement de province pour un sénateur, en 86/87.